# Zrubań
Zrubań (też: Skibce; 776 m n.p.m.) – szczyt górski w Paśmie Bukowicy w Beskidzie Niskim.
Leży w północnej części właściwego Pasma Bukowicy. Stanowi pierwsze (licząc od północy) z wielu wypiętrzeń pasma i jedno z najwyższych. Jest zwornikiem bocznego grzbietu odgałęziającego się na północ, który przez Polanę i Spalony Horbek schodzi ku dolinie Wisłoka przy wsi Pastwiska i stanowi północne przedłużenie pasma.
Stoki po obu stronach grzbietu dość strome, miernie rozczłonkowane, zalesione, w większości dorodnymi buczynami. Południowe stoki grzbietu w rejonie szczytu, zwane dawniej Nad Budyskiem (jak i położonej ok. 0,9 km na południowy wschód Pańskich Łuk) obejmuje rezerwat przyrody Bukowica.
Łemkowie z Puław znali dawniej ten szczyt jako Skibci, natomiast mieszkańcy sąsiedniego Darowa mówili nań Wysoka Deber. Na mapach austriackich sprzed I wojny światowej figurował on jako Zrubań. Na współczesnych mapach nazwą Zrubań (Skibce) zazwyczaj oznaczany jest błędnie sąsiedni szczyt – Pańskie Łuki (778 m n.p.m.).
W okresie I wojny światowej góra była miejscem krwawych zmagań wojsk rosyjskich oraz wojsk austro-węgierskich i niemieckich. 7 maja 1915 wzgórze zostało ostatecznie zdobyte przez 11 bawarską dywizję piechoty. W 1943 postawiono w tym miejscu wieżę obserwacyjną.
Grzbietem przez szczyt biegnie leśna dróżka, którą wiedzie czerwono znakowany  szlak turystyczny: Puławy - Zrubań – Pańskie Łuki (778 m n.p.m.) – Tokarnia (778 m n.p.m.) – Przybyszów – Kamień (717 m n.p.m.) – Komańcza (Główny Szlak Beskidzki)